# Khamzat Arsamerzouev
Khamzat Arsamerzouev (6 de diciembre de 2002) es un deportista francés que compite en lucha libre. Ganó una medalla de plata en el Campeonato Europeo de Lucha de 2025, en la categoría de 65 kg.

## Palmarés internacional
| Campeonato Europeo | Campeonato Europeo      | Campeonato Europeo | Campeonato Europeo |
| Año                | Lugar                   | Medalla            | Categoría          |
| ------------------ | ----------------------- | ------------------ | ------------------ |
| 2025               | Bratislava (Eslovaquia) | Medalla de plata   | 65 kg              |